# Полидендро (дем Бер)
 Тази статия е за селото в дем Бер.  За селото в дем Гревена вижте Полидендро (дем Гревена).  
Полидендро или Полидендри, още Куково, Коково или Кукова (на гръцки: Πολύδενδρο или Πολυδένδρι, Полидендри, на катаревуса: Πολύδενδρον, Полиденрдон, до 1926 година Κόκκοβα, Кокова), е село в Република Гърция, област Централна Македония, дем Бер.

## География
Селото е разположено на 760 m височина в западните склонове на планината Голен (Колона), южно от демовия център Бер (Верия), на десния бряг на Бистрица (Алиакмонас).

## История

### В Османската империя
В края на XIX век селото е в Берска каза на Османската империя. Александър Синве („Les Grecs de l’Empire Ottoman. Etude Statistique et Ethnographique“) в 1878 година пише, че в Кокова (Kokova), Берска епархия, живеят 60 гърци. Според статистиката на Васил Кънчов („Македония. Етнография и статистика“) в 1900 година в Кукова живеят 300 гърци християни. По данни на секретаря на Българската екзархия Димитър Мишев („La Macédoine et sa Population Chrétienne“) в 1905 година в Кукова (Koukova) има 300 гърци.
В 1910 година в Кукова (Κούκοβα) има 610 жители патриаршисти.
Спирос Лукатос посочва „език на жителите гръцки“.
При преброяването в 1912 година селото е отбелязано с език гръцки и религия християнска.

### В Гърция
През Балканската война в 1912 година в селото влизат гръцки части и след Междусъюзническата в 1913 година Куково остава в Гърция. При преброяването от 1913 година в селото има 319 мъже и 310 жени. В 1927 година селото е дадено със смесено местно-бежанско население. В 1928 година бежанците са само 11. В 1926 година името на селото е сменено на Полидендри.
| Име                     | Име                 | Ново име      | Ново име      | Описание                                                               |
| ----------------------- | ------------------- | ------------- | ------------- | ---------------------------------------------------------------------- |
| Дистой                  | Ντίστόϊ             | Дидимос Лофос | Δίδυμος Λόφος | връх в Шапка на С от Елафина (Спорлита) и на И от Полидендро (941 m)   |
| Ронгия                  | Ρογγιά              | Логия         | Λογγιά        |                                                                        |
| Плиеци или Пляци        | Πλιέτσι или Πλιάτσι | Папапетридис  | Παπαπετρίδης  | връх в Шапка на СИ от Елафина (Спорлита) И от Полидендро (656 m)       |
| Цакмаки                 | Τσάκμάκι            | Мармаропетра  | Μαρμαρόπέτρα  | местност в Шапка на С от Елафина (Спорлита) СИ от Полидендро           |
| Адаматико               | Άδαμάθκο            | Адамастон     | Άδάμαστον     | връх в Шапка на СИ от Харадра (Братинища) и на СИ от Полидендро        |
| Бара                    | Μπάρα               | Лекани        | Λεκάνη        | връх в Шапка на СИ от Елафина (Спорлита) ИСИ от Полидендро (723 m)     |
| Бара                    | Μπάρα               | Исьома        | Ίσιωμα        | връх в Шапка на СИ от Полидендро (950 m)                               |
| Като Вигла              | Κάτω Βίγλά          | Кататори      | Καταθώρι      |                                                                        |
| Голона                  | Γκόλονα             | Колона        | Κολώνα        | връх в Шапка на ЮИ от Полидендро (1204,9 m)                            |
| Скурта                  | Σκούρτα             | Кондовуни     | Κοντοβούνι    |                                                                        |
| Барес                   | Μπάρες              | Врохонера     | Βροχόνερα     | връх в Шапка на С от Харадра (Братинища) и на СИ от Полидендро (806 m) |
| Дудумарка или Лудомарка | Λουδουμάρκα         | Лулудотопос   | Λουλουδότοπος | местност в Шапка на ЮИ от Полидендро                                   |
| Тарая                   | Ταραγιά             | Трая          | Τραγιά        | връх в Шапка на ЮЗ от Полидендро                                       |
| Горция или Горцас       | Γκορτσάς            | Агриахладия   | Άγριαχλαδιά   | местност в Шапка на Ю от Елафина (Спорлита) и на ИЮИ от Полидендро     |

| Година    | 1913 | 1920 | 1928 | 1940 | 1951 | 1961 | 1971 | 1981 | 1991 | 2001 | 2011 | 2021 |
| --------- | ---- | ---- | ---- | ---- | ---- | ---- | ---- | ---- | ---- | ---- | ---- | ---- |
| Население | 629  | 622  | 792  | 1075 | 406  | 500  | 376  | 256  | 231  | 225  | 123  | 73   |

## Личности
Родени в Полидендро
- Атанасиос Каранациос (Αθανάσιος Καρανάτσιος), гръцки андартски деец, четник на Константинос Гарефис, участвал в битката при Църнешево, когато загиват Лука Иванов и Караташо[13]
- Георгия Бацара (р. 1955), гръцки политик
- Христос Диму (Χρήστος Δήμου, р. 1808), участник в Гръцката война за независимост